# ドウシシャ
株式会社ドウシシャ (英: DOSHISHA CO.,LTD. / DOSHISHA CORPORATION) は、大阪府と東京都に本社を置くプライベートブランド (PB) 商品の企画・開発・販売、ナショナルブランド (NB) 商品の仕入・販売、小売支援サービスを中心とした「流通サービス業」を営む企業。「いつも生活の一部にある存在でありたい」という想いから『あっ、ここにもドウシシャ！』をキャッチコピーとしている。
なお、同志社大学および学校法人同志社とは一切関連はない。

## 概要
1974年（昭和49年）に創業者である野村正治が中心となり、個人営業として「同志社」を創業。1990年（平成2年）に株式会社ドウシシャに改称している。東京証券取引所プライム市場上場企業。
「創業の精神」として「我々は同志的結合をもって〈つぶれないロマンのある会社〉をつくり、社会に貢献できる会社作りをしよう」という経営理念を掲げている。
これは創業者が以前に勤めていた会社が倒産した経験を教訓に、当時の部下に「絶対につぶれない会社、働き甲斐やロマンのある会社を作ろう」と呼びかけて、同じ志を持つ者で創業したという経緯によるもので、創業時の「同志社」という社名もこれに起因している。
また、社訓と同時に「四方よしの精神」を掲げているが、これは近江商人による企業の社会的責任の原則（売り手よし、買い手よし、世間よし）を同社流にアレンジしたもので「働き手よし」を追加している。

## 会社概要
- 本社所在地
  - 大阪本社：大阪市中央区東心斎橋1丁目5-5
  - 東京本社：東京都港区高輪2丁目21-46
  - 東京本社第1ビル：東京都品川区東大井1丁目8-10

### 本社ビル
- 東京本社、東京本社第1ビル、大阪本社の3拠点を本社としているが、本社ビル内には展示フロアを設け、商品と一緒に什器やPOPが設置されており、小売業の店舗（売り場）さながらの展示がなされている。顧客の訪問時に、商品そのものや販促物などを店頭で設置したシーンをイメージできるように現場に則した設計がされており、顧客への商品提案に加えて、什器展開、棚割り展開、季節ごとの催事企画など幅広くサポートする体制を保有している。

## 沿革
- 1974年（昭和49年）10月 - 大阪市東成区に「個人営業」として創業
- 1977年（昭和52年）1月 - 株式会社同志社を設立
- 1981年（昭和56年）5月 - 大阪市浪速区に本社移転。東京都台東区に東京支店を開設。
- 1990年（平成2年）10月 - 現社名ドウシシャに改称
- 1995年（平成7年）12月 - 大阪証券取引所市場二部上場
- 2000年（平成12年）8月 - 東京証券取引所市場二部上場
- 2001年（平成13年）3月 - 東京・大阪証券取引所市場一部上場
- 2004年（平成16年）7月 - ISO9001ならびにISO14001の認証を全事業所にて取得。
- 2007年（平成19年）11月 - 上海に一志商貿（上海）有限公司を設立
- 2018年（平成30年）12月 - オリオン電機株式会社（後のおおぞら管理株式会社）からORIONブランド並びにプロフェッショナルサービス事業（ソリューション設計、基板回路設計、ソフト開発）を譲受する新会社として、オリオン株式会社を設立。
- 2019年（平成31年）1月 - 子会社のオリオン株式会社が、オリオン電機株式会社のプロフェッショナルサービス事業並びにORIONブランドを譲受[2][3]。
- 2021年（令和3年）
  - 4月 - 野村正治が取締役会長に、野村正幸が代表取締役社長 兼 CEO 兼 COOに就任。
  - 8月 - ライセンサーとのブランドライセンス契約期間が満了となったのに伴い、サンスイ（SANSUI）ブランド音響製品の生産終了。なお、ドウシシャから今後発売される音響製品は全てORIONブランドに統一されることとなった。

## 事業内容
- 事業スタイルは“変化対応型リスクマネジメント経営”という独自の経営手法に加え、自社オリジナル商品を開発する『開発型ビジネスモデル』と、有名ブランド商品の商品調達、ギフト商品をはじめとする商品の加工機能をもつ『卸売型ビジネスモデル』の2つのビジネスモデルを事業の中核にして、これを追及することでつぶれない会社づくりを目指す、としている。
- 自らの業態を、2つのビジネスモデルを軸にして商品の企画・開発から、商品がエンドユーザーの手に届くまでの流通プロセスの中で発生する様々な課題を、顧客と共に解決する『流通サービス業』と位置付けており、「より良い商品を、より安く、より専門的に」提供し、顧客とエンドユーザーの豊かな暮らしづくりに貢献することが自社の使命であると謳っている。

### 取扱商品
- 「より良い商品をより安く、より専門的に」提供することをモットーとし、ニッチマーケットにターゲットを絞った商品供給に強みを持つ。
- 主な取扱商品は、家電製品、時計・宝飾品、食品、酒類、スポーツ衣料、スポーツシューズ、輸入バッグ、輸入雑貨、家庭用品、調理器具、インテリア、収納用品、照明器具、玩具、マリン用品、化粧品、ヘアケア商品、販促品、オリジナルアソートギフト商品と非常に幅広い。

### 品質
- 「顧客に安心・安全・感動を提供する」をテーマに品質管理に力を入れている。
- 商品品質・業務品質向上のためISO9001に、環境経営推進のためISO14001の認証を受けている。
- 商品群ごとの品質検査や修理を行うサービスセンターを設置し専門的なサポート体制に務めている。
- 同社の関連会社であり、薬事法に基づく化粧品の品質検査、製造販売を行う東京理化学テクニカルセンターは、厚生労働省登録試験検査機関である。
- 有名ブランド商品の取り扱いにおいて、日本流通自主管理協会に加盟し、模造品や不正商品の流出防止と排除に積極的に取り組んでいる。
- 2016年9月の東洋経済の発表では内部通報件数が多い企業第2位である[4]。

## 関連会社
- 株式会社ドウシシャロジスティクス
- 株式会社ドゥイング
- ライフネット株式会社
- 株式会社ドウシシャ・スタッフサービス
- 株式会社カリンピア
- オリオン株式会社
- 麗港控股有限公司
- 仁弘倉庫（深圳）有限公司
- 一志商貿（上海）有限公司
- 連雲港花茂日用品有限公司
- 同志社（香港）貿易有限公司

## 日本国内での事業活動
- 量販店や雑貨店などで多く見られるデザイン加湿器「middle」シリーズ（しずく型加湿器）は同社のオリジナル商品である。
- スチールラック「Luminous」シリーズは同社のオリジナル商品である。
- 「ORION」ブランドや、映像メーカーのTYTTO、OEN(オーエン)などのテレビの国内総販売代理店を長年担当している。
- 2012年から2021年まで「SANSUI」ブランド（山水電気）の日本国内での独占販売権を持っていた。
- 「OROBIANCO（オロビアンコ）」「NICOLE（ニコル）」「RubinRosa（ルビンローザ）」のアクセサリーなど数多くのブランドにおいて国内代理店としても展開している。

## 問題・不祥事
ドウシシャが中国から輸入し全国販売する地球儀に、中国が領有を主張し南シナ海に設定した九段線が表記されていることが、2017年1月3日付の一部新聞で報じられた。オランダ・ハーグの常設仲裁裁判所は「九段線に法的根拠はない」としており、また専門家からは、「中国の政治的意図を反映した商品を販売している」と批判が挙がった。
これらの批判にて同社、は公式ホームページにて、「九段線を含めた係争地の一部につきましては、地球儀上に注記を記載しております。「九段線」の表記につきましては、中国が海洋領域の管轄権いわゆる「九段線」を主張したことにより、国際的な係争を起こすこととなりました。その中で様々な係争が起こっているため、国際情勢に緊張をもたらしている、ということを線は示しており（中略）報道記事に記載されております「中国の政治的意図を反映した商品」ではありません。と公式発表している。